# ヴィラル・フォルモーゾ駅
ヴィラル・フォルモーゾ駅（ポルトガル語: Estação Ferroviária de Vilar Formoso）はポルトガルグアルダ県ヴィラル・フォルモーゾにある鉄道駅。

## 歴史
1882年8月3日にベイラ・アルタ線パンピリョーザ-ヴィラル・フォルモーゾ間が開通すると同時に開業。1886年5月24日にスペイン方面の路線が開通した。1932年には駅舎の大規模修繕が行われた。

## 駅構造

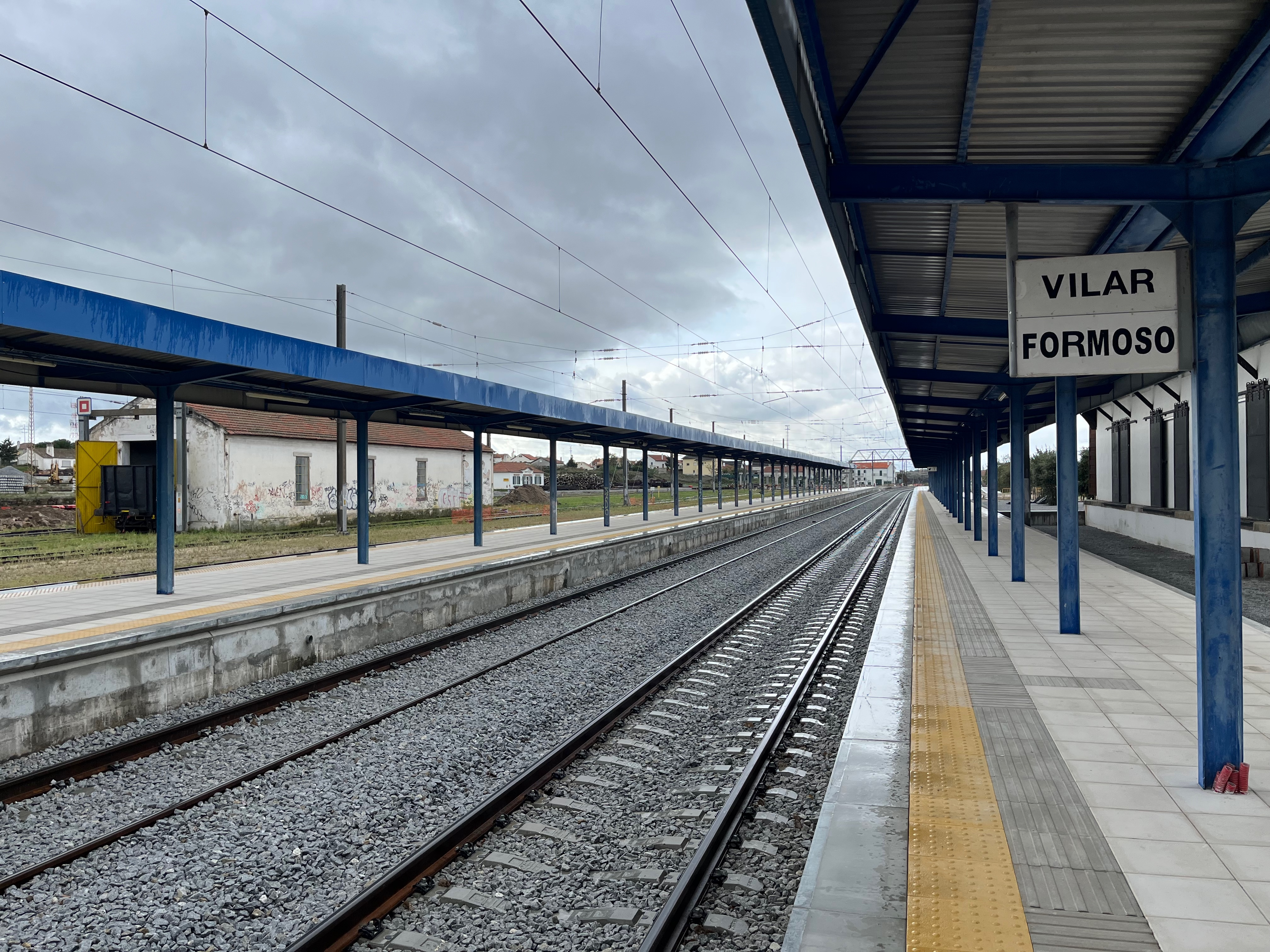
プラットホーム

2011年1月時点では、構内に211-583メートルの線路が5本ある。プラットホームは2つで3番線まであり、高さは25-35インチほどある。

## 駅周辺
- ホテル・ルシターノ（Hotel Lusitano）
- ヴィラル・フォルモーゾ税関事務所（Delegação Aduaneira de Vilar Formoso）

## 隣の駅
ポルトガル鉄道
南急行、ルシタニアトレインホテル
グアルダ駅 - ヴィラル・フォルモーゾ駅 - フエンテス・デ・オニョロ駅
CPレギオナル
アルデイア駅 - ヴィラル・フォルモーゾ駅